# Język garhwali
Język garhwali – język indoaryjski używany przez ludność zamieszkującą południowe stoki Himalajów w północnoindyjskim stanie Uttarakhand. Według danych z 2011 roku posługuje się nim blisko 2,5 mln osób. Jest to jeden z tzw. języków pahari (dosł. „górskich”). Niekiedy, zwłaszcza w starszej literaturze, bywa klasyfikowany jako dialekt języka hindi. Większość użytkowników zna w pewnym zakresie również hindi.
Film Teri Saun z roku 2003 (reż. Anuj Joshi) to pierwszy film nakręcony w języku garwali.